# Lepidodactylus magnus
Espèce
Lepidodactylus magnus est une espèce de geckos de la famille des Gekkonidae.

## Répartition
Cette espèce est endémique de Papouasie-Nouvelle-Guinée.

## Publication originale
- Brown & Parker, 1977 : Lizards of the genus Lepidodactylus (Gekkonidae) from the Indo-Australian Archipelago and the islands of the Pacific, with description of new species. Proceedings of the California Academy of Sciences, vol. 41, n. 8, p. 253-265 (texte intégral).